# グリーゼ341b
グリーゼ341b（TOI-741 b）とは、地球からりゅうこつ座の方向に33.9光年離れた位置にある赤色矮星 グリーゼ341の周囲を公転する太陽系外惑星である。天球上ではニセ十字に近い位置にある。半径は0.92 R⊕、推定質量は0.72 M⊕で、地球型惑星に分類されている。2024年にトランジット法を用いた観測により発見され、大気の存在を調査するためにジェイムズ・ウェッブ宇宙望遠鏡によって観測された。

## 特徴
| 地球 | グリーゼ341b |
| ---- | ------------ |
| 地球 | Exoplanet    |

グリーゼ341bは半径が約0.89 R⊕（5,700 km）の地球型惑星に分類される。質量は詳しくわかっておらず、上限が4.0 M⊕であることのみ判明している。質量と半径の関係から、質量は0.72 M⊕と推定されている。
主星に近い位置に軌道を持っており、公転周期はわずか8日である。グリーゼ341bの平衡温度は560 K (287 °C) と推定され、放射温度は760 K (487 °C) である。
2024年の時点で、グリーゼ341bに大気が存在するかどうかは判明していない。ジェイムズ・ウェッブ宇宙望遠鏡が撮影した透過スペクトルによれば、薄い大気、水を多く含んだ大気、さらには大気が存在しないなどの仮説はすべて妥当であるが、平均分子量の高い大気などの他の仮説は除外されている。

## 発見と観測
グリーゼ341bはTESSによる観測でまだ確認されていない候補惑星 TOI-741.01 として初めて特定された。その確認は、James Kirkが主導する天文学者グループによって、ジェイムズ・ウェッブ宇宙望遠鏡による透過スペクトルとともに初めて発表された。彼らは、ジェイムズ・ウェッブ宇宙望遠鏡の近赤外線カメラ（NIRCam）装置によってこの惑星の3回のトランジットが検出された。発見と確認は2024年1月に発表された。
この惑星はその後、Victoria DiTomassoらによる分析が行われ、惑星と恒星のパラメーターが改良された。公転周期が1,750日 (4.8年) 未満で質量が15.1 M⊕を超える他の惑星が存在する可能性は除外された。